# 川尻筆
川尻筆（かわじりふで）は、広島県呉市川尻町で生産されている筆。経済産業大臣指定伝統的工芸品。産地組合は川尻毛筆事業協同組合。

## 特徴

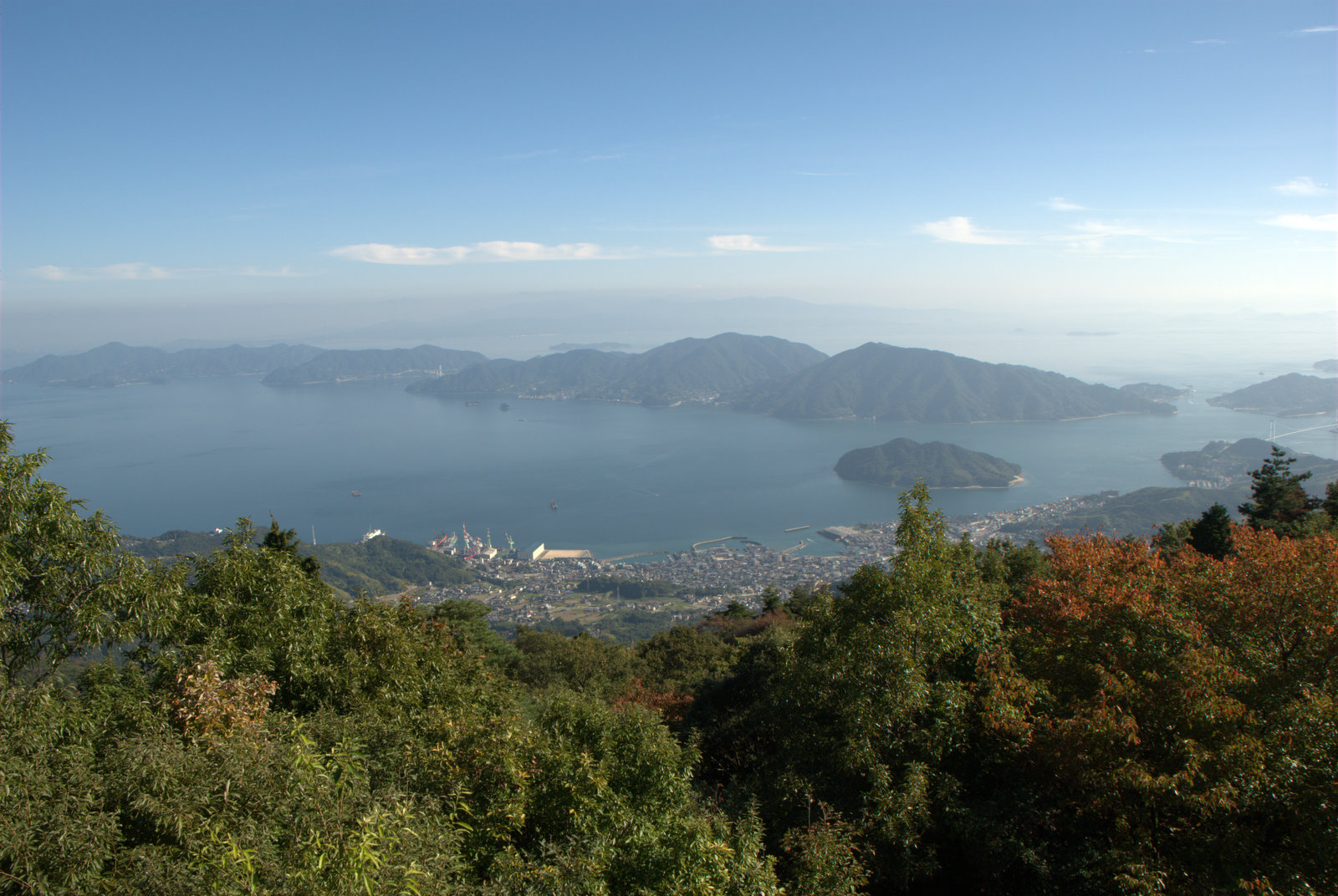
野呂山から見た川尻町。左手前は神田造船所。

広島県熊野筆、愛知県豊橋筆、奈良県奈良筆とともに日本四大産地の一つ。伝統的工芸品産業振興協会編『全国伝統的工芸品総覧』による2001年度生産額で見ると、川尻筆の国内シェアは10.4%（熊野61.4・豊橋11.0・奈良13.3）。広島県には戦前いくつか筆の産地はあったが戦後は川尻と熊野の2つだけになり、生産量でみると川尻筆は国内シェア2割、熊野筆を合わせた広島県産の国内シェアは9割になると言われている。
川尻筆は京筆からの流れをくむ古くからの「練りまぜ」技法が主流で、書道用の筆、写経用の筆あるいは日本画家や陶器・漆器家などに愛される職人筆として知られている。一般への流通・知名度ともに熊野より低く、広島県第2の産地に留まっている。特異点として、他産地に先駆けて家内工業であった製筆業に近代化つまり経営の株式会社化や生産の部分的機械化を導入したり、従来の練りまぜに加えて「盆まぜ」という熊野で開発された技法も併用するなど、伝統を継承しながら革新化を進めてきた所が挙げられる。

## 伝統工芸士
2017年現在で伝統工芸士は、2人。
- 2017年現在
  - 畑義幸（雅号:義幸）
  - 湊達哉（雅号:達哉）

- 過去の人物
  - 銭谷峰子

## 沿革

### 起源
川尻という地は瀬戸内海に面した港町であり背後には野呂山が迫り平地は極端に狭く農業には不向きな土地である。
川尻と筆との関わりは江戸時代後期の天保9年（1838年）、菊谷三蔵が田を売ったお金で摂津有馬（有馬筆）から筆を仕入れ、川尻の寺子屋などにおいて売り出したのが始まりである。三蔵は更に筆の製造を村人に呼びかけたが受け入れられなかった。ちなみに熊野筆も有馬をルーツとして行商から製造へと移っていった歴史を持つが、熊野では同じ頃すでに筆作りが行われている。また川尻の西にある仁方のやすり製造（仁方やすり）も同じ頃に始まっている。
嘉永3年（1850年）上野八重吉は有馬に修行に出て、帰郷後の安政6年（1859年）出雲松江（松江筆）から職人を雇い入れて筆作りを始めた。これが川尻筆の製筆の始まりであり、八重吉は川尻筆の祖と言われ、八重吉の工場は現在やまき筆菊壽堂として存続している。

### 産地形成
明治時代に入り義務教育が始まると学校で子どもが筆を使うようになったため、需要が増えることになる。
三蔵・八重吉に続いて、稲田（稲田仲助高級毛筆商店）・西村文林堂（筆の文林堂）などが続き、産地が形成されていった。1892年（明治25年）加藤要助は洋傘を利用した筆軸刻印用三枚刃を開発、1901年（明治34年）渡辺猪之助は他産地に先駆けて会社組織川尻筆墨株式会社を設立するなど、革新化していった。こうしたことから明治30年代に本格的に筆作りが始まったと考えられている。ただしこの頃はまだ熊野村・広島市に次いで県下3番目の生産量であった。明治末期ごろから広島市は近代化の中で筆の生産は衰退し始め、代わって川尻町が県下2番目となった。この頃に坪川毛筆刷毛製作所や山下文志堂など多くの職人を抱える業者が誕生、昭和の初めに産地として全盛期を迎えた。
太平洋戦争中は物資不足および徴兵による職人不足により落ち込む。戦後、今度はGHQ主導による学制改革で1947年（昭和22年）学習指導要領で書道は必修教科から外されたことにより生産は落ち込んだ。書道の必修教科復活に向けて豊道春海を中心に書道家・書道教育者が熱心に活動し、のちに政界も巻き込んで大きな運動となった結果、1951年（昭和26年）小学校指導要領で小学4年生以上での書道が任意ではあるが復活、1958年（昭和33年）学習指導要領で小学3年生以上必修となり、学校での習字教育は復活したのである。これに高度経済成長が加わり、川尻筆は戦前の生産規模以上に増えていった。熊野・豊橋・奈良で4大産地が形成されていったのはこうした戦後のことになる。

### 現状
1967年（昭和42年）川尻毛筆事業協同組合結成。1979年（昭和54年）広島県による「ふるさと産業」、2004年（平成16年）正統な伝統手工を受け継ぐ畑義幸が東京経済産業省本庁で川尻筆製作の実演を行い、高い技術力を評価され「広島県の伝統的工芸品」に指定される
経済産業大臣指定伝統的工芸品には他産地より遅れて2004年（平成16年）に指定されている（熊野1975年・豊橋1976年・奈良1977年）。遅れた理由には、川尻毛筆事業協同組合を中心とした業者間の連携がとれておらず指定に向けて動かなかったため、あるいは川尻筆特有の革新化・合理化が伝統的部分と離れていたため、とする説がある。

## 関連施設

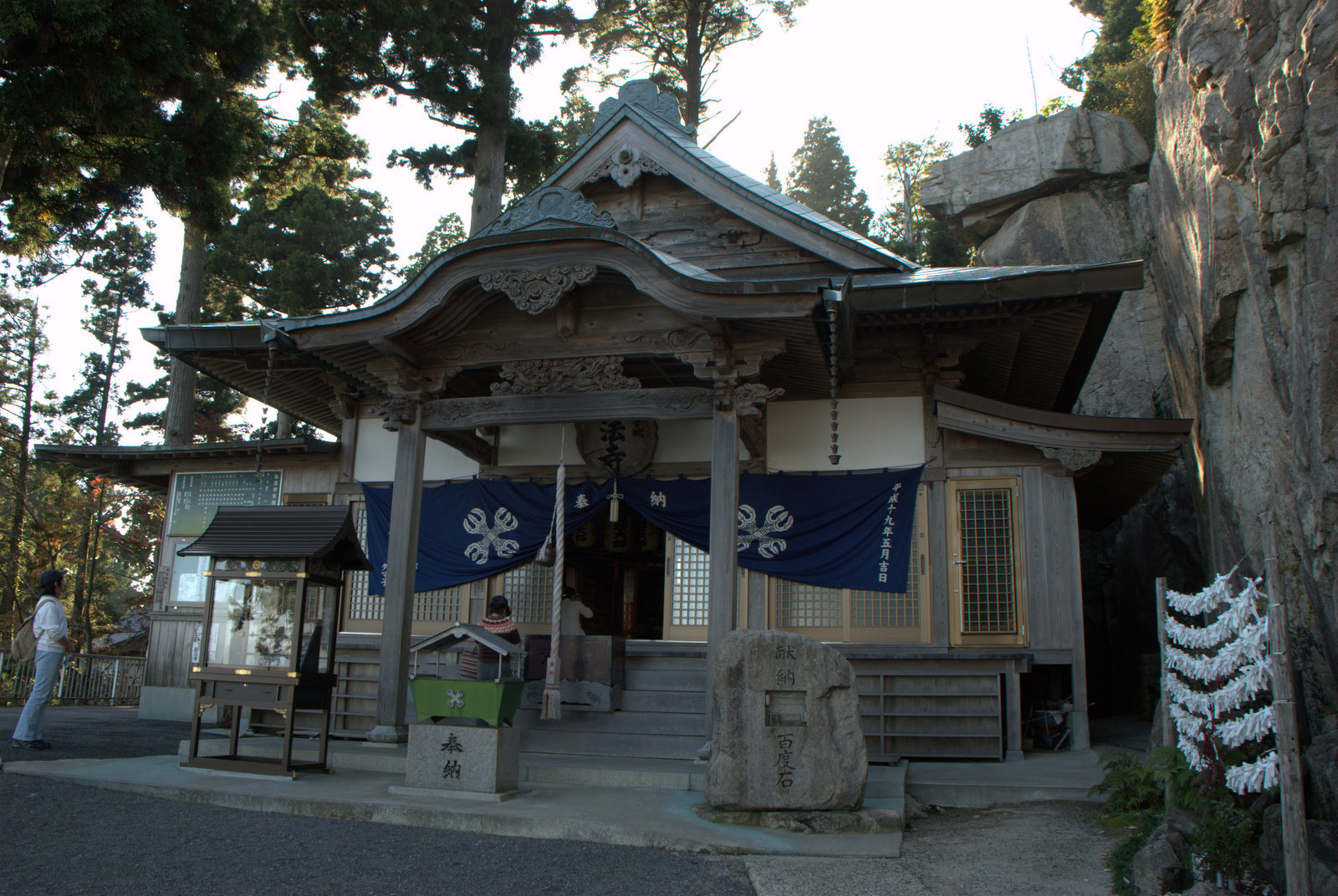
伊音城弘法寺

背後の野呂山には国民宿舎野呂高原ロッジが整備されており、周辺には川尻筆関連の施設が点在している。
弘法寺
730年（天平2年）頃起源。三筆の領袖である空海（弘法大師）が修行した地と伝えられ、現在弘法大師を祀る。
筆塚
1971年建立。日本一大きい筆塚で揮毫は村上三島のもの。
川尻筆づくり資料館
1985年開館。川尻筆の資料を展示するもので、1階が研究室（研修室）、2階が展示室になる。

## 参考資料
- 佐中忠司「伝統的工芸品産業の事例調査―毛筆製造業に関する全国的概況―」『比治山大学現代文化学部紀要』第14巻、比治山大学現代文化学部、2008年3月、71-93頁、2017年5月2日閲覧。
- 西田安慶「わが国筆産地の生成と発展 : マーケティングの視点から」『研究紀要』第1巻、東海学園大学、1996年3月、125-140頁、2017年5月2日閲覧。
- 熊野町『安芸熊野町史　通史編』熊野町、1987年。2017年5月2日閲覧。